# Sandmühle (Kahl am Main)

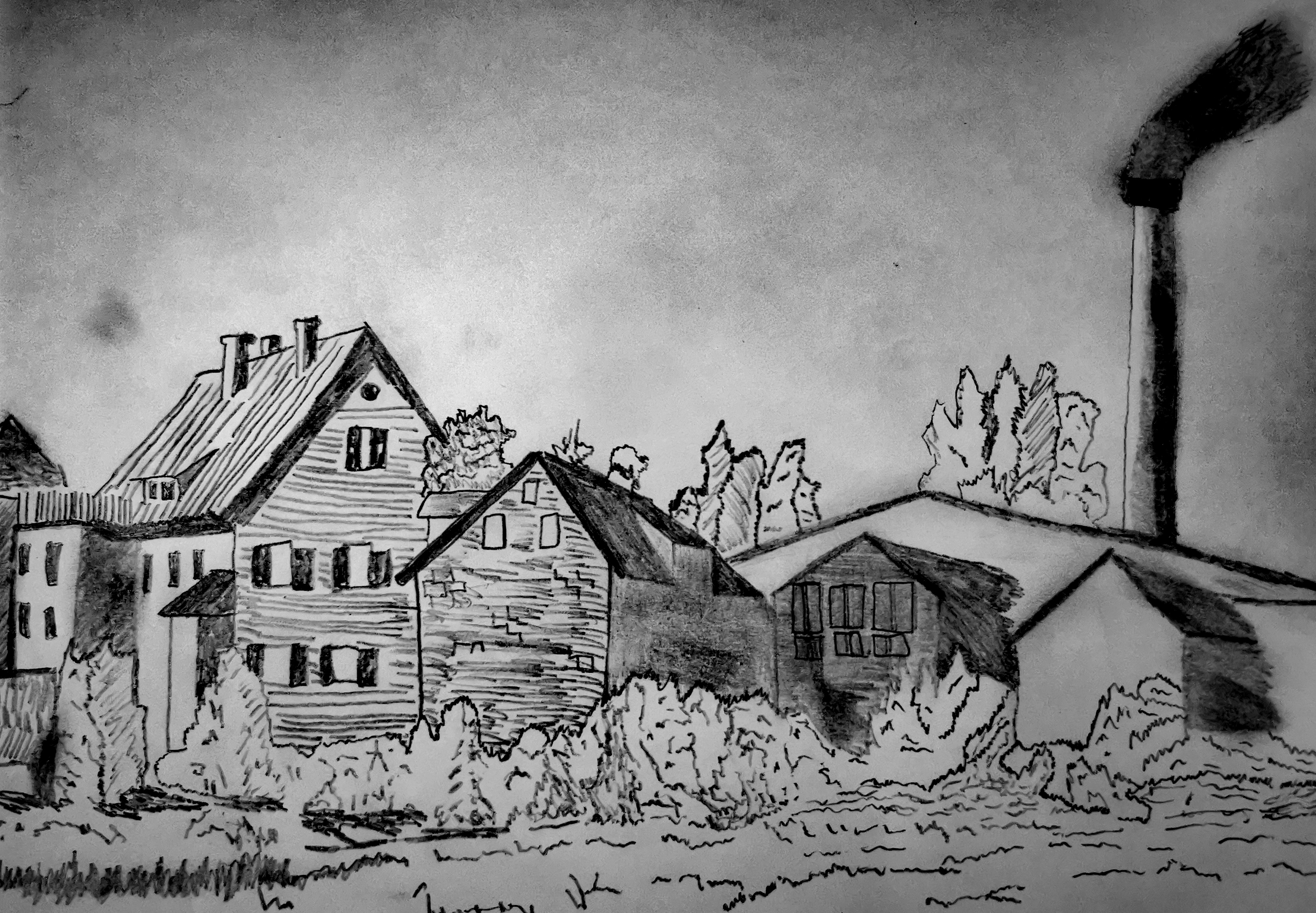
Nachzeichnung der Sandmühle etwa 1890

Die Sandmühle  war eine Wassermühle bei Kahl am Main im Landkreis Aschaffenburg in Bayern.

## Geographie
Die Sandmühle stand im unteren Kahlgrund bei Kahl am Main im Unterprischoß. Sie wurde vom Wasser der Kahl angetrieben, die man mit einem etwa 16 m langen Wehr staute und den dort abgezweigten Mühlbach zu den Wasserrädern führte. Nach der Mühle sind die Straßen „Sandmühle“, „ober der Sandmühle“ „zur Sandmühle“ und der „Sandmühlweg“ sowie ein Pflegeheim in Kahl benannt.

## Geschichte

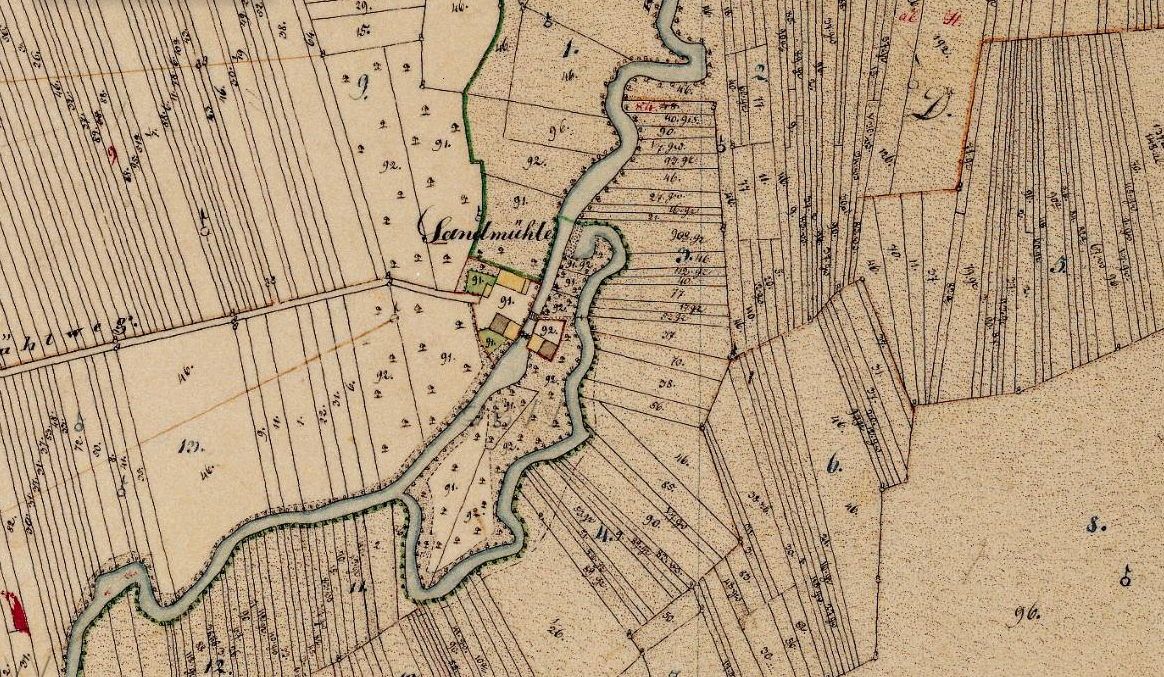
Die Sandmühle (Bildmitte) in der Uraufnahme von 1846

Die Sandmühle wurde 1715 erbaut und gehörte vermutlich zu den zwei Gütern, die Kurmainz 1711 im „Kahler Reißig“ anlegen ließ. Beide Höfe brannten ab und die weiter entfernte Mühle blieb bestehen. Die unweit der Mühle gefundenen Grenzsteine mit dem Mainzer Rad bekräftigen die Annahme einer Mainzer Gründung. Im Gegensatz zu den anderen Kahler Mühlen, die über die Jahrzehnte oft ihre Namen wechselten, besteht der Name Sandmühle schon über 200 Jahre.
Im Jahr 1724 wurde Friedrich Sichel als Müller genannt. Im Jahr 1766 gehörte die Sandmühle zum Schloss Emmerichshofen und war im Besitz des kurmainzischen Hofkanzlers Johann Jakob Freiherr von Bentzel. Es wurde ein eigener Mühlweg zum Schloss angelegt. 1771 wurde Martin Faller als Erbpächter der „Neuen Mühl“, die zwei Mahlgänge besaß, genannt. Von Faller ging die Mühle an Johann Hofmann, der sie 1809 an Konrad Hofmann vererbte. Im Jahr 1844 wurde die Mühle geteilt. Jeder seiner beiden Söhne bekam je einen Mahlgang, der ältere noch das Gebäude dazu.
1888 wurde das Anwesen verkauft und Oskar Fiedler aus Breslau erwarb die Sandmühle. Er richtete auf dem Gelände eine Fabrik für elektrische Zünder ein. Daneben wurde im gleichen Jahr von Karl Stark aus Aschaffenburg ein Betrieb zur Herstellung von Weinfässern eröffnet. Sechs Jahre später musste dieser Betrieb wieder schließen. Der 1888 gebaute und 15 m hohe Kamin rauchte nur für einige Jahre und wurde danach wieder stillgelegt. Seit 1891 wurde auf seiner Spitze ein Storchennest verzeichnet.
Die Getreidemühle wurde im Jahr 1895 zur Senfmühle umgebaut, die bis 1900 in Betrieb war. Nikolaus Wahl aus Börrstadt kaufte im Jahr 1900 das gesamte Mühlengelände und richtete dort eine Walkmühle mit einer Fabrik zur Herstellung von Filzmaschinen ein. 1904 konstruierte sein ältester Sohn die erste automatische Filzmaschine der Welt. Die Maschinen wurden auch  exportiert. Man errichtete weitere Fabrikgebäude auf dem Mühlengelände. Später wurde das alte Mühlrad demontiert und eine Turbinenanlage in Betrieb genommen.